# Roberto Garcia Pantoja
Pour les articles homonymes, voir García et Pantoja (homonymie).
Roberto Garcia Pantoja est un joueur d'échecs cubain puis colombien né le 31 octobre 1992 à La Havane. Grand maître international depuis 2019, il est affilié à la fédération colombienne des échecs depuis 2023. Il remporte le championnat continental américain en 2024.
Au 1er juin 2024, Garcia Pantoja est le numéro un colombien avec un classement Elo de 2 529 points.

## Biographie et carrière
Roberto Garcia Pantoja finit 1er-2e du championnat cubain en 2019 (deuxième au départage).
Il obtient le titre de grand maître international en 2019, grâce à ses résultats de 2019.
En 2023, il remporte le mémorial Luis Hernandez disputé à Rivera en Colombie avec 7 points sur 9.